# チャッピー (映画)
『チャッピー』（原題: CHAPPiE）は、2015年に公開されたアメリカ合衆国のSF・アクション映画。監督と脚本はニール・ブロムカンプ、主人公である意志を持つロボット・チャッピーの声とモーションキャプチャはシャールト・コプリーが務める。なお、このふたりのコラボレーションは本作で3度目となる。
アメリカでは2015年3月6日、日本では同年5月23日に公開。

## ストーリー
近未来。ヨハネスブルグの高い犯罪発生率を減らすため、南アフリカ政府は大手兵器メーカーTetravaal（テトラバール）社から、高性能の人工知能を半分取り入れた最先端の人間型攻撃ロボットを警官部隊として大量購入した。 
同社のヨハネスブルグ工場では、ロボットの設計者ディオン·ウィルソンが、同僚のエンジニアであるヴィンセント·ムーアからの激しい妬みに悩まされていた。ムーアは自分の開発した人間の脳波コントロールで遠隔操作される攻撃ロボット「ムース」を売り込んでいたが、そのあまりの攻撃力の高さ故に警察組織から導入を拒まれ、開発予算を減らされてディオンを逆恨みしていたのである。
そんな中ディオンは、感情を持ったり意見を表す事の出来る、人間の知性を模倣した新たな人工知能ソフトウェアを開発した。しかし、彼の上司ミシェル・ブラッドリーは、兵器会社には無用の機能として試作を許可しなかった。
諦めきれないディオンは、ロケット砲の攻撃でバッテリーを損傷し廃棄予定だったロボット警官22号と、ロボットのソフトウェアをアップデートするために必要なUSBドングル「ガードキー」を、秘かに家へ持ち帰ろうとする。だが、帰宅途中、強盗を計画しているギャングのニンジャ、ヨーランディ、アメリカの3人組に誘拐されてしまう。ギャング稼業しか知らない無知なニンジャたちは、「電源を切るリモコン」で全ての警官ロボットが停止すると思ったのだ。
「リモコン」など存在しないと聞いてディオンを始末しようとするニンジャたち。だが、22号を発見したニンジャたちは、ギャング・ロボットとして作り直すようディオンを脅迫する。その場を切り抜けるために、22号に人工知能ソフトウェアをインストールするディオン。
ニンジャたちは、ボスに借金を返済するために、７日以内に強盗する必要に迫られていた。だが、22号の知能はまだ純真無垢で赤ん坊のようだった。女ギャングのヨーランディに「チャッピー(幸せな子)」と名付けられた22号を教育するために、職場とギャングの元を往復するディオン。そんなディオンの様子からガードキーの持ち去りに気付いたムーアは、ディオンの後をつけ、チャッピーの存在を知る。
チャッピーを「最強兵器」として鍛えるために、ヨハネスブルグのスラムに置き去りにするという暴挙に出るニンジャ。チャッピーはスラムのギャングたちから攻撃を受けつつ、ヨーランディたちの元に帰ろうとするが、そこにムーアが警備兵と共に現れ、チャッピーの片腕を切断した上でガードキーを強奪した。
ムーアから逃れて帰って来たチャッピーに、余剰パーツで腕を取り付けるニンジャたち。チャッピーの学習速度は驚異的で、言動から武器の扱いまでギャングとして完成していく。ディオンの命令で殺人は止められているが、アメリカは「ナイフで刺すのは眠らせるだけ」と騙して、チャッピーに殺傷能力を持たせることに成功した。
ガードキーを強奪したムーアは会社のネットワークに侵入し、全てのロボット警官をコンピューターウイルスで使用不能とした。ヨハネスブルグの町は暴徒で溢れ、ここぞと自分の「ムース」を売り込むが、ブラッドリーに拒否されるムーア。
チャッピーもウイルスの被害にあったがディオンによって復旧した。しかし、予想をはるかに超えて学習を進めるチャッピーは、バッテリーの損傷で自分の「命」が残り少ないことに気付いてしまった。壊れたボディを与えられたことを恨み、ディオンを拒絶するチャッピー。
「強盗に成功したら新しいボディを買ってやる」と安請け合いするニンジャ。それを真に受けたチャッピーは入手した電子部品で、意識をコピーするソフトウェアを独自に開発した。それは「ムース」に使われている脳波コントロール装置を利用して、人間の意識をコピーできる代物であり、チャッピーはテストでヨーランディの意識のコピーに成功し、更に自分の意識もコピーして、新しいボディに移れることを確信する。
会社でウイルスの対応に追われるディオン。ムーアはディオンが自分の犯行だと気づいたことを察知した。しかし、直後にチャッピーがニンジャたちと共に強盗を行うニュース映像が流れてしまう。ロボット警官がギャング化したことに慌てたブラッドリーは「ムース」の出動を許可し、チャッピーの破壊を指示した。それを知ったディオンは攻撃用の重火器を持ってチャッピーの元に急いだが、そこにニンジャらのボスであるギャングがチャッピーを奪いに武装集団を率いて現れた。更に「ムース」も襲来して三巴の戦いが始まった。
「ムース」によってアメリカは凄惨な死を遂げ、武装ギャングも次々と殺害されていった。ニンジャは襲ってきたギャングのボスを打倒したが、ディオンが銃撃で致命傷を負ってしまう。ニンジャはヨーランディらを救うべく、自らおとりになるが、それを庇ったヨーランディは「ムース」の銃撃で死亡した。
「ムース」に取り付けた爆薬を起爆させて破壊に成功したチャッピーは、ディオンを救うべく意識のコピーを行うために、会社にある「ムース」の遠隔操作場に急いだ。口封じのためにディオンを殺害しようとするムーア。激怒したチャッピーはブラッドリーや他の社員の目の前でムーアを叩きのめした。「なぜ人間同士で傷つけ合うのだ」と罵るチャッピーだったが、最後は「許す」とムーアに慈悲をかけ、遠隔操作場に立て籠もった。
ディオンの意識を他のロボットに移植することに成功するチャッピー。蘇ったディオンはチャッピーの意識を遠隔操作で屋外のロボット警官(39号)に転送した。
一連の事件を経てヨハネスブルグ警察は、Tetravaal社のロボットの使用を取りやめて人間の警官の増員を行うことを決め、チャッピー(22号)を探し続けた。ロボットとなったディオンは、ニンジャからヨーランディの意識が入ったUSBを受け取り、チャッピー(39号)がTetravaal社の製造ラインにハッキングして、ヨーランディのためのロボット素体を組み立てた。その美しいロボットが起動したシーンで物語は幕を閉じる。

## キャスト
※括弧内は日本語吹替
- チャッピー - 声とモーションキャプチャ[3][4]：シャールト・コプリー（川島得愛）

- ディオン・ウィルソン - デーヴ・パテール（羽多野渉）
- ニンジャ - ワトキン・チューダー・ジョーンズ（英語版）（ダイ・アントワード）（高木渉）
- ヨーランディ - ヨ＝ランディ・ヴィッサー（英語版）（ダイ・アントワード）（新谷真弓）
- アメリカ - ホセ・パブロ・カンティージョ（英語版）（江川央生）
- ヴィンセント・ムーア - ヒュー・ジャックマン（山路和弘）
- ミシェル・ブラッドリー - シガニー・ウィーバー（幸田直子）
- ヒッポ - ブランドン・オーレット（英語版）（天田益男）
- ピットブル - ジョニー・K・セレマ
- 本人役 - アンダーソン・クーパー
- その他の日本語吹き替え‐関雄/大林洋平/綿貫竜之介/中根徹/さかき孝輔/森宮隆/野坂尚也/田村真/大津愛理/西島麻紘/竹内絢子/森千晃/竹内夕己美

## 製作
本作は2004年にブロムカンプが製作した短編映画『Tetra Vaal』を長編映画化したものである。
主要撮影は2013年10月下旬に南アフリカ共和国のヨハネスブルグで始まり、2014年2月に終了した。なお、2014年4月に、カナダのブリティッシュコロンビア州で追加撮影が行われた。
ダイ・アントワードのニンジャとヨーランディは出演の他、音楽とアートワークにも携わっている。
監督のブロムカンプは、「チャッピーには面白い経緯があるんだ。2004年頃に架空のロボット会社のCMを作ったんだけど、チャッピーのデザインはそこから盗んだものなんだ。そのロボットのデザインは『アップルシード』の“シロウ・マサムネ（士郎正宗）”から影響を受けているよ。その頃、日本のアニメや漫画が大好きだったんだ。」とインタビューで答えている。
チャッピーの映像は、シャールト・コプリーがトラッキングマーカーを付けたグレーのスーツを着て演じた。その演技を下地に、デジタル技術によりチャッピーの動きを上書きするという手法で作られた。

## 公開
2015年2月6日、本作を配給するソニー・ピクチャーズは、IMAXの形式で上映できるようにデジタル処理を施して、本作をIMAXでも公開できるようにすると発表した。
なお、日本版ではPG12区分で放映するために本国版に比べてシーンのカットが行われる。
配給元のソニー・ピクチャーズは「監督の賛同を得た上で」編集を行ったと説明しているが、ニール・ブロムカンプはそれに対し「何も知らない、ワールドワイド版の1つだけだ」「何も聞いていない…、確認してみる」と述べている。
同年7月24日、ソニー・ピクチャーズは9月18日にリリースされるブルーレイ版とDVD版がUS劇場公開版と同様の「アンレイテッド・バージョン」であると発表。日本公開版での編集はソニー・ピクチャーズが委託された編集権に基づいての独自判断であり、「監督の直接の賛同を得ていませんでした」と公式ツイッターで謝罪した。
初回生産限定のプレミアムエディションには、ブロムカンプ自身が影響を受けた監督・作品であることを公言している押井守、荒牧伸志、伊藤暢達の3人が描く“チャッピー”のポストカード「Japan meets CHAPPIE ポストカード3枚セット」を封入。

## 興行収入

### アメリカ
2015年3月6日、本作は全米3201館で公開され、公開初週末に1330万ドルを稼ぎ出し、週末興行収入ランキング初登場1位となった。この数字はブロムカンプが以前に監督した作品のオープニング記録、つまり、『第9地区』（2009年公開）の3735万ドル、『エリジウム』（2013年公開）の2980万ドルを下回るものであった。

### 日本
2015年5月23日に、全国267スクリーンで公開され、オープニング2日間で動員5万8574人、興収8354万9400円を記録し、週末興行収入ランキング初登場8位となった。

## サウンドトラック
ハンス・ジマーがスコアを手掛けた。ジマーのキャリア史上初となる全編エレクトロ・サウンドとなっており、自ら「ザ・チャッピー・エレクトリック・シンフォニア（The Chappie ElektrikSynthphonia）」と呼んでいる。なお、ギャング役で出演したダイ・アントワードが歌う主題歌は含まれていない。
収録曲
| #         | タイトル                                                                      | 作詞・作曲                   | 時間  |
| --------- | ----------------------------------------------------------------------------- | ---------------------------- | ----- |
| 1.        | 「危険な都市」(It's a dangerous city)                                         | ハンス・ジマー（以下すべて） | 2:09  |
| 2.        | 「スカウト部隊出動」(The only way out of this)                                |                              | 4:58  |
| 3.        | 「画期的な人工知能」(Use your mind)                                           |                              | 4:04  |
| 4.        | 「チャッピーの誕生」(A machine that thinks and feels)                         |                              | 3:03  |
| 5.        | 「ファームウェア更新」(Firmware update)                                       |                              | 3:52  |
| 6.        | 「過酷な現実」(Welcome to the real world)                                     |                              | 3:52  |
| 7.        | 「黒い羊」(The black sheep)                                                   |                              | 4:28  |
| 8.        | 「無敵のギャングスタ・ロボット・ナンバー1」(Indestructible Robot Ganster # 1) |                              | 3:11  |
| 9.        | 「データ解読」(Breaking the code)                                             |                              | 4:49  |
| 10.       | 「ヨハネスブルグで一番のワル」(Rudest bad boy in Joburg)                      |                              | 2:41  |
| 11.       | 「チャッピーの怒り」(You lied to me)                                          |                              | 4:06  |
| 12.       | 「暴動発生」(Mayhem downtown)                                                 |                              | 3:57  |
| 13.       | 「本当に大切なもの」(The outside is temporary)                                |                              | 3:09  |
| 14.       | 「ディオンとの約束」(Never break a promise)                                   |                              | 7:43  |
| 15.       | 「“心”は生き続ける」(We own this sky)                                         |                              | 4:19  |
| 16.       | 「超クールなギャングスタ」(Illest gangsta on the block)                       |                              | 2:45  |
| 合計時間: | 合計時間:                                                                     | 合計時間:                    | 63:06 |

- 条件1：再生時間の合計を自動計算。
- 条件2：トラックごとの作詞・作曲者を表示。
- 条件3：タイトル欄に原題を併記。
- 出典：オールミュージック[22]、邦題はAmazon[21]